# M10自走砲
M-10自走砲車並非美軍制式裝備，而是中華民國陸軍以M10驅逐戰車底盤裝設日本九一式榴彈炮打造的自走炮，除役時間不明。

## 簡介
國共內戰在1949年國民政府敗退撤臺前，美國政府雖然未允諾直接軍援中華民國，但是並不阻止國軍蒐購戰爭剩餘物資，1948年蔣緯國轉任裝甲兵司令部參謀長起，開始與聯勤總部合力蒐羅太平洋戰場上還能使用的美國車輛，運回國內由兵工署駐滬修理處戰車製造廠（另稱上海龍華戰車廠）整修。
在聯勤蒐羅來的物資中，包含了M10驅逐戰車、M5司徒亞特輕戰車、LVT-2兩棲登陸車等；這些車輛除了火炮遭到炸毀、部分油箱灌入瀝青，但車況尚可修復，在國共內戰裝甲兵屢次全滅與投共，國軍只能仰賴這些剩餘物資重建部隊。
聯勤採購到M-10驅逐戰車剩餘物資的時間是1948年冬季，計從美國購得34輛，這批車輛除了主炮被炸毀破壞，車況完全正常；龍華廠在1948年12月從上海遷臺前，曾配合兵工署研究發展司改裝1輛M10驅逐戰車成為自走炮，這輛改裝自走炮主炮為九四式山炮，但改造完的首輛車在裝甲兵測試後有許多改進意見，相關改造在龍華廠遷臺後繼續進行。1949年1月1日，龍華廠更名為聯勤第六十一兵工廠在臺灣復工，繼續在上海時代未完成的改裝作業；在臺改裝選用的主炮換成日本帝國陸軍研發的九一式榴彈砲，但105公厘榴彈砲體積較大，塞入以76.2公厘戰車砲為需求設計的戰鬥室動線過窄，且自走砲將原本的開敞式露天砲塔加蓋封閉，增設的上開式鐵蓋設計不良、缺乏防彈能力且出入口容易夾斷乘組員手指；六一廠後來改造火炮高低機減少體積優化戰鬥室動線、增設的加蓋裝甲板換成防彈鋼板，減重兼提升防禦能力、砲塔出入口重新改裝增加安全性。
在臺灣的改良型M10自走炮裝甲兵認為可以使用，後續又改裝了16輛，加上上海時代的原型車最終改造了18輛；在臺灣改造時間在民國38年3月至12月間。這批配備日製火炮的M10自走砲曾參加元旦閱兵與1951與1952年的國慶閱兵，在M7牧師式自走炮軍援國軍後，這批自走砲車迅速除役，時間約在1955-1957年間；整體服役期程不長。退役後，M10自走炮大多遭銷毀，僅保留一輛在新竹湖口陸軍裝甲兵訓練指揮部（裝甲兵學校）；但僅保留車體，改裝火炮及砲塔已遭拆除換裝完全失真的假炮頂替。

## 外部連結
戰車六級廠：M10（自走榴彈砲版）